# Kepon orientalis
Kepon orientalis är en kräftdjursart som beskrevs av Clements Robert Markham1985. Kepon orientalis ingår i släktet Kepon och familjen Bopyridae. Inga underarter finns listade i Catalogue of Life.